# Stratosfera

Pionowy podział atmosfery ziemskiej z zachowaną skalą wysokości

Stratosfera – druga, licząc od powierzchni, warstwa atmosfery planety, w której ma miejsce inwersja temperatury. Jest położona nad troposferą, od której dzieli ją tropopauza, a pod mezosferą, od której oddziela ją stratopauza.

## Stratosfera ziemska
Warstwa ta zaczyna się od wysokości ok. 10 km nad powierzchnią Ziemi na średnich szerokościach geograficznych, a kończy na wysokości ok. 50 km. W obszarach równikowych jej dolna granica (tropopauza) znajduje się wyżej, nawet do 20 km, a w obszarach podbiegunowych zimą obniża się do 7 km.

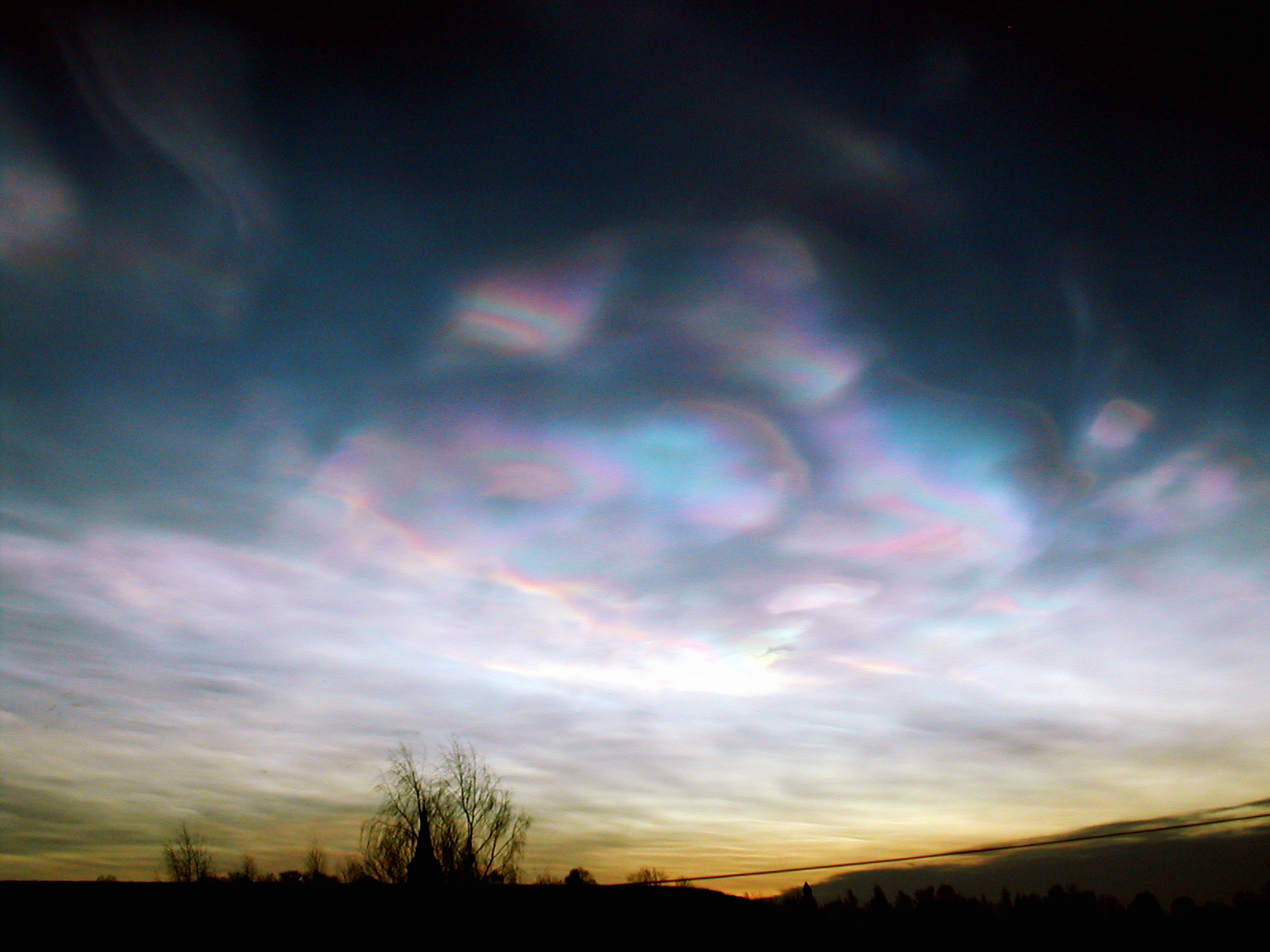
Obłoki perłowe widziane z powierzchni Ziemi

W dolnej części stratosfery panuje prawie stała temperatura powietrza, w górnej stratosferze ze wzrostem wysokości temperatura rośnie. Temperatura w górnej części osiąga 0 stopni Celsjusza, przy tym ciśnienie spada do 1 hektopaskala. Skutkiem tego jest stabilność termodynamiczna tej warstwy: turbulencje są małe i mieszanie pionowe jest słabe. Z tego powodu jest ona uwarstwiona (stratyfikowana), co dało jej nazwę. Mała zawartość pary wodnej sprawia, że chmury występują w niej rzadko i tylko w obszarach polarnych zimą. Te polarne chmury stratosferyczne często cechuje silna iryzacja, czemu zawdzięczają nazwę obłoków perłowych.
Za wzrost temperatury w stratosferze odpowiada absorpcja słonecznego promieniowania ultrafioletowego przez ozon. To w niej znajduje się warstwa ozonowa. Produkcja ozonu zachodzi głównie w niskich i średnich szerokościach geograficznych, w obszarach polarnych powstają tzw. dziury ozonowe związane z reakcjami chemicznymi zachodzącymi na chmurach stratosferycznych. Bardzo ograniczone mieszanie sprawia, że substancje które dostały się do stratosfery pozostają w niej na długo; dotyczy to m.in. freonów szczególnie niszczących ozon, pyłu wulkanicznego i spalin rakiet.
Stratosfera skupia około 20% masy powietrza. Występują w niej różne fale atmosferyczne i pływy, które mogą przenosić energię z troposfery, powodując lokalne ogrzewanie. W dolnej stratosferze występują prądy strumieniowe, przenoszące masy powietrza. Do zjawisk występujących w stratosferze należą rzadkie błękitne smugi, wyładowania elektryczne do jonosfery występujące ponad chmurami burzowymi.
Pierwszymi stworzonymi przez człowieka obiektami, które dotarły do stratosfery, były pociski armatnie wystrzelone z działa paryskiego podczas I wojny światowej. Współcześnie samoloty pasażerskie wykonują loty w dolnej stratosferze, aby uniknąć turbulencji.
Odkrywcami stratosfery są dwaj meteorolodzy: Francuz Léon Teisserenc de Bort i Niemiec Richard Assmann.

## Stratosfery innych planet
Ze względu na nieobecność obszaru inwersji temperatury, atmosfery Wenus i Marsa nie mają stratosfery: w ich przypadku bezpośrednio ponad troposferą znajduje się mezosfera. Na Marsie zawartość ozonu w atmosferze jest zbyt niska, aby zauważalnie wpływać na jej stan termiczny; w okresie intensywnych burz pyłowych absorpcja i reemisja promieniowania przez pył może wywoływać efekt inwersji temperatury, imitujący obecność stratosfery.
Warstwę tę jednak definiuje się w przypadku atmosfer planet–olbrzymów oraz Tytana, księżyca Saturna. Za absorpcję ultrafioletu i ogrzewanie stratosfery wszystkich czterech planet-olbrzymów w Układzie Słonecznym odpowiada metan. Dobrze rozwinięta stratosfera Jowisza jest ogrzewana przez absorpcję promieniowania słonecznego przez metan i aerozole atmosferyczne tworzone z niego w reakcjach fotochemicznych; podobne aerozole występują także w atmosferach Saturna i Tytana. Niewielkie ilości wody w stratosferze Saturna są efektem opadu materii z pierścieni wokół planety. Stratopauza na Jowiszu i Saturnie występuje tam, gdzie ciśnienie osiąga wartość około 1 hektopaskala.
W 2015 roku po raz pierwszy zidentyfikowano stratosferę planety pozasłonecznej, gorącego jowisza o oznaczeniu WASP-33 b. Warstwa w której zachodzi inwersja temperatury została rozpoznana w widmie podczerwonym planety. Ze względu na bardzo wysoką temperaturę stratosfery (ok. 3300 °C) za absorpcję nie może odpowiadać ozon ani węglowodory; najprawdopodobniej tę rolę pełni tlenek tytanu.